# Majd Izzat al-Chourbaji
Majd Izzat al-Chourbaji (Darayya, 1981) és una activista per a la pau siriana, guardonada el 2015 amb el Premi Internacional Dona Coratge pel seu treball a favor de les dones i els drets humans a Síria.
Madj Izzat al-Chourbaji va néixer el 1981 a la ciutat de Darayya, Síria. Quan tenia sis mesos, la seva família va fugir a França per escapar de la violència a la regió, però van retornar-hi el 1991. Es va graduar en Literatura francesa a la Universitat de Damasc i tot seguit va treballar en una campanya anticorrupció als suburbis de Damasc.
Quan la Primavera Àrab es va estendre a Síria, Chourbaji va organitzar-se per demanar la llibertat dels presos polítics, motiu pel qual va ser arrestada i va patir la brutalitat policial. Malgrat les lesions, va insistir en la protesta pacífica, organitzant tallers entre els presoners per ensenyar-los a construir la pau. Va convèncer 150 dones detingudes sense càrrecs per fer una vaga de fam per reclamar al règim a presentar els seus casos davant un jutge. Les seves tàctiques no violentes finalment van aconseguir convèncer un tribunal de Damasc, que va concedir la llibertat de 83 presoners en un intercanvi de presos amb els rebels siris. La contínua pressió per part les forces de seguretat síries va obligar-la a exiliar-se amb els seus tres fills al Líban on, el 2 de gener de 2014, va fundar un centre de suport per a les dones refugiades, on s'ofereix formació en diferents àmbits com perruqueria, ordinadors, dibuix, brodat, estudis d'anglès i francès, a més de suport psicològic a les dones i als seus fills.